# Santa Ana (canton)
Santa Ana est un canton de la province de San José au Costa Rica.

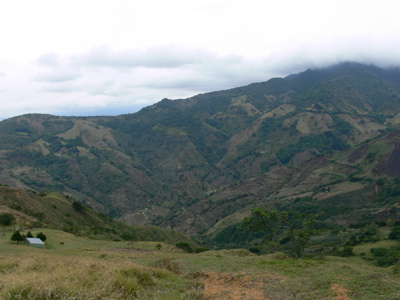
Vue sur les montagnes de Salitral, Santa Ana.

## Histoire
Le canton a été créé par une loi du 29 août 1907.

## Districts
Le canton de Santa Ana est subdivisé en six districts (distritos) :
1. Santa Ana
2. Salitral
3. Pozos
4. Uruca
5. Piedades
6. Brasil